# District de Sarykol
Le district de Sarykol (en kazakh : Сарыкөл ауданы) est un district de l'oblys de Kostanaï, situé au nord du Kazakhstan.

## Géographie
Le centre administratif du district est la ville de Sarykol.

## Démographie
En  2013, le district a une population de 23 387 habitants.